# پل باتلر (بازیکن فوتبال، زاده ۱۹۶۴)
پل باتلر (انگلیسی: Paul Butler؛ زادهٔ ۹ ژوئن ۱۹۶۴) بازیکن فوتبال اهل بریتانیا است.
از باشگاه‌هایی که در آن بازی کرده‌است می‌توان به باشگاه فوتبال ولورهمپتون واندررز، باشگاه فوتبال هارتل پول یونایتد، و باشگاه فوتبال هرفورد یونایتد اشاره کرد.